# 偏穗姜
偏穗姜（学名：Plagiostachys austrosinensis）为姜科偏穗姜属下的一个种。